# Valentina Ciurina
Valentina Ciurina (ur. 30 sierpnia 1978 w Leningradzie) – mołdawska biathlonistka. Uczestniczka Zimowych Igrzysk Olimpijskich 2002 oraz 2006.

## Wyniki

### Igrzyska olimpijskie
| Miejsce | Rok  | Miejscowość    | Konkurencja                | Strzelanie | Czas biegu | Strata   | Zwycięzca               | Przypisy |
| ------- | ---- | -------------- | -------------------------- | ---------- | ---------- | -------- | ----------------------- | -------- |
| 51.     | 2002 | Salt Lake City | sprint na 7,5 km           | 1          | 23:49.7    | +3:08.3  | Kati Wilhelm            | [ 2 ]    |
| 62.     | 2002 | Salt Lake City | bieg indywidualny na 15 km | 6          | 58:40.8    | +11:11.7 | Andrea Henkel           | [ 3 ]    |
| 48.     | 2002 | Salt Lake City | bieg pościgowy na 10 km    | 5          | 38:19.7    | +7:12.0  | Olga Miedwiedcewa       | [ 4 ]    |
| 81.     | 2006 | Turyn          | sprint na 7,5 km           | 4          | 30:04.2    | +7:32.8  | Florence Baverel-Robert | [ 5 ]    |

### Mistrzostwa Świata
| Miejsce | Rok  | Miejscowość     | Konkurencja                | Strzelanie | Czas biegu | Strata   | Zwycięzca          | Przypisy |
| ------- | ---- | --------------- | -------------------------- | ---------- | ---------- | -------- | ------------------ | -------- |
| 74.     | 2001 | Pokljuka        | sprint na 7,5 km           | 4          | 27:19.0    | +5:22.8  | Kati Wilhelm       | [ 6 ]    |
| 72.     | 2001 | Pokljuka        | bieg indywidualny na 15 km | 6          | 56:16.2    | +11:03.2 | Magdalena Forsberg | [ 7 ]    |
| 73.     | 2003 | Chanty-Mansyjsk | sprint na 7,5 km           | 4          | 28:43.6    | +4:57.3  | Sylvie Becaert     | [ 8 ]    |
| 51.     | 2003 | Chanty-Mansyjsk | bieg indywidualny na 15 km | 4          | 56:43.6    | +8:15.2  | Kateřina Holubcová | [ 9 ]    |
| 76.     | 2004 | Oberhof         | sprint na 7,5 km           | 5          | 32:20.9    | +6:29.9  | Liv Grete Poirée   | [ 10 ]   |
| 78.     | 2004 | Oberhof         | bieg indywidualny na 15 km | 10         | 1:03:50.6  | +14:07.6 | Olga Miedwiedcewa  | [ 11 ]   |
| 91.     | 2005 | Hochfilzen      | sprint na 7,5 km           | 5          | 28:47.2    | +6:48.6  | Uschi Disl         | [ 12 ]   |
| DNF     | 2005 | Hochfilzen      | bieg indywidualny na 15 km | DNF        | DNF        | DNF      | Andrea Henkel      | [ 13 ]   |